# Manuel Cardoso (ciclista)
Manuel António Cardoso Leal (Paços de Ferreira, 7 aprile 1983) è un ex ciclista su strada portoghese, professionista dal 2006 al 2015 e campione nazionale nel 2009.

## Carriera
Cardoso passò professionista nel 2006 nella Carvalhelhos-Boavista, con cui vinse una tappa alla Volta a Portugal nel 2006 e due tappe alla Vuelta a Extremadura nel 2007. Nel 2008 passò alla Liberty Seguros Continental e si impose in due tappe della Volta ao Distrito de Santarém, due tappe della Volta ao Alentejo e una tappa alla Vuelta a la Comunidad de Madrid. Nel 2009 vinse una tappa alla Tropicale Amissa Bongo, una tappa al Circuit de Lorraine, una tappa al Grande Prémio Internacional CTT Correios de Portugal, i campionati portoghesi, due tappe al Troféu Joaquim Agostinho ed una tappa al Giro del Portogallo.
Nel 2010, in forza alla Footon-Servetto, vinse una tappa al Tour Down Under, mentre nel 2011, con la maglia del Team RadioShack, vinse una tappa alla Volta Ciclista a Catalunya. Conta una partecipazione al Giro d'Italia, una al Tour de France, due alla Vuelta a España, due ai campionati del mondo e una ai Giochi olimpici.

## Palmarès
- 2004

1ª tappa Volta ao Portugal do Futuro (Nazaré > Nazaré)
3ª tappa Grande Prémio Gondomar
- 2005

4ª tappa Volta ao Portugal do Futuro (Castelo de Vide > Almeirim)
1ª tappa Grande Prémio Barbot (Aveiro > Vila Nova de Gaia)
- 2006

2ª tappa Volta a Portugal (Arraiolos > Lisbona)
- 2007

Prémio de Abertura (Faro > Faro)
Troféu Sérgio Paulinho
Clássica da Primavera
4ª tappa Vuelta a Extremadura (Miajadas > Miajadas)
5ª tappa Vuelta a Extremadura (Arroyo de San Serván > Mérida)
3ª tappa Volta ao Sotavento Algarvio
2ª tappa Abimota (São Bento da Porta Aberta > Santa Maria da Feira)
5ª tappa Abimota (Cantanhede > Águeda)
3ª tappa Grande Prémio Gondomar
2ª tappa Grande Prémio Vinhos da Estremadura (Alcobaça > Alcobaça)
3ª tappa Grande Prémio Vinhos da Estremadura (Bombarral > Bombarral)
- 2008

1ª tappa Volta ao Distrito de Santarém (Fátima > Abrantes)
4ª tappa Volta ao Distrito de Santarém (Alcanena > Santarém)
Troféu Sergio Paulinho
2ª tappa Volta ao Alentejo (Zambujeira do Mar > Ourique)
5ª tappa Volta ao Alentejo (Évora > Évora)
3ª tappa Vuelta a la Comunidad de Madrid (Madrid > Madrid)
1ª tappa Grande Prémio Crédito Agrícola (Santana > Grândola)
3ª tappa Grande Prémio Crédito Agrícola (Santiago do Cacém > Seixal)
- 2009

5ª tappa La Tropicale Amissa Bongo (Bibasse > Oyem)
1ª tappa Circuit de Lorraine (Metz > Longwy)
1ª tappa Grande Prémio CTT Correios de Portugal (Caldas da Rainha > Aveiro)
Campionati portoghesi, Prova in linea
1ª tappa Troféu Joaquim Agostinho (Silveira > Benavente)
4ª tappa Troféu Joaquim Agostinho (Torres Vedras)
1ª tappa Volta a Portugal (Caldas da Rainha > Castelo Branco)
Circuito de Nafarros
3ª tappa Grande Prémio Crédito Agrícola (Santiago do Cacém > Santiago do Cacém)
- 2010

3ª tappa Tour Down Under (Unley > Stirling)
- 2011

4ª tappa Volta Ciclista a Catalunya (La Seu d'Urgell > El Vendrell)
- 2012

1ª tappa Vuelta a Castilla y León
- 2013 (Caja Rural-Seguros RGA, una vittoria)

5ª tappa Volta a Portugal
- 2014 (Banco BIC-Carmin, due vittorie)

3ª tappa Volta ao Alentejo (Redondo > Mértola)
10ª tappa Volta a Portugal (Burinhosa > Lisbona)

### Altri successi
- 2006

Classifica giovani Grand Prix Internacional Costa Azul
- 2008

Classifica a punti Volta ao Distrito de Santarém
- 2009

Circuito do Porto
Premio Albergaria
Circuito de São Bernardo (Alcobaça)

## Piazzamenti

### Grandi Giri
- Giro d'Italia

2011: ritirato (15ª tappa)
- Tour de France

2010: non partito (1ª tappa)
- Vuelta a España

2010: 128º
2012: 160º

### Competizioni mondiali
- Campionati del mondo

Melbourne 2010 - In linea Elite: ritirato
Copenaghen 2011 - In linea Elite: 16º
- Giochi olimpici

Londra 2012 - In linea: 49º